# カワサキ・Z1000
Z1000（ゼットせん）は、川崎重工業（現・カワサキモータース）が製造販売していたロードスポーツタイプのオートバイ（大型自動二輪車）である。
1970年代後半から1980年代にかけて発売された空冷エンジンのZ1000（北米仕様はKZ1000）A型、J型と、2000年代に発売された水冷エンジンのモデルがあるが、1000ccクラスの並列4気筒DOHCエンジンを搭載するロードスポーツモデルというカテゴリー以外は共通点は少ない。本項ではその両モデルについて述べる。

## モデル一覧

### Z1000A
Z1/Z900のモデルチェンジとして1976年（1977年モデル）に発売された。エンジンの基本設計は同じだがボアアップ、クランクシャフト・クランクケースの強化などのブラッシュアップが施され、問題とされていたフレームにも強化が施された。それまで特徴とされていた4本マフラーが2本マフラーとなった点やリアブレーキのディスク化などが外観上の特徴である。車名はZ1000だが、まぎらわしいために型式を用いてZ1000Aと区別される。また、フレームナンバー、エンジンナンバーもZ1ではなくなったため、Z1とは別車種とされる。(型式KZT)派生車種としてZ1-R、KZ1000LTD（クルーザー仕様）が存在する。

#### 年表
- Z1000-A1 / KZ1000-A1（1977年モデル）カラーバリエーションは、ダイヤモンドワインレッド、ダイヤモンドスカイブルー。
- Z1000-A2 / KZ1000-A2（1978年モデル）カラーバリエーションは、ルミナスレッド、グリーン、ブラック。フロントブレーキのリザーバータンクの形状の変更。フロントブレーキキャリパーのマウントがフォーク後部に変更。

1978年のモデルチェンジで名称変更を受け、以降はZ1000MKII (Z1000-A3 / KZ1000-A3) となる。

### Z1000J
Z1000MKIIの後継機種として、1980年（1981年モデル）に発売された。1978年に発売のスズキ・GS1000に触発され、Z1以降の度重なる改良による肥大化を見直し、フレームは新設計、エンジンはベースは同じだが大規模なブラッシュアップが施された。車名、及びエンブレムはZ1000だが、型式がJであることやカタログにZ1000Jと表記されていることからZ1000Jと呼ばれることが一般化している。排気量はレースのレギュレーションに合わせて998ccとした。開発当初、1000ccを超える予定であった事もあり、姉妹車として1980年にZ1100GP（1981年モデル）が販売された。
AMAスーパーバイクシリーズでエディ・ローソンが1981,1982年に優勝したレーサーマシンのベースになったこと、同じくその優勝を記念して発売されたZ1000R、いわゆるローソンレプリカのベースになったことで有名である。
世界耐久選手権のTTF-1クラスで1981,1982年に優勝したKR1000のベースとなった。

#### 年表
- Z1000-J1/KZ1000-J1（1981年モデル）
- Z1000-J2/KZ1000-J2（1982年モデル）- このモデルまで北米仕様はタンクが丸みを帯びた形状である。
- Z1000-J3/KZ1000-J3（1983年モデル）- 電気式丸形スピードメーターから機械式一体型メーターに変更　北米（カナダでのみ販売）仕様も角タンクとなる。

### Z1000（2003年-2009年）

#### I型
2002年のインターモトミュンヘンで発表され、2003年モデルとして発売された。当時カワサキのリッタークラスのラインアップは、スーパースポーツ系でNinja ZX-9R、スタンダードスポーツ系でゼファー1100を擁していたが、これらとは異なる新しいカテゴリーのニューモデルとなった。
エンジンはNinja ZX-9Rをベースに開発され、車体系統はまったくの新設計となる。“スーパースポーツ系のエンジンをベースにしたリッタークラスのストリートスポーツ”という成り立ちは、2001年にデビューしたヤマハ・FZ1と共通している。
車名に「Z」を用いているものの、過去の特定のモデルをイメージしたものでは無く、デザインはむしろ前衛的で過去のどのモデルにも似せてないが、唯一片側2本ずつの4本出しマフラーが、かつてのZ1等を彷彿させるモチーフとなっている。開発段階ではザンザス900という車名でヤングマシン誌にスクープされていたが、空冷時代のZ1000の商標が期限切れになりそうだったため、商標を受け継ぎZ1000の車名で発表された。
輸出専用で日本仕様車は設定されてなかったが、ブライト社がマレーシア仕様を逆輸入し販売していた。
2003年モデル
マーケティングコードはZR1000-A1。カラーバリエーションは、パールブレイジングオレンジ、ライムグリーン、ブラックパールの3色となる。
2004年モデル
マーケティングコードはZR1000-A2。カラーバリエーションは、パッションレッド、パールブレイジングオレンジ、メタリックスパークブラックの3色。主要諸元に変更はない。
2005年モデル
マーケティングコードはZR1000-A3。カラーバリエーションは、メタリックスパークブラック、メタリックフラットローチタニウム、ライムグリーンの3色。主要諸元に変更はない。この年式以降イモビライザーが装備されている。
2006年モデル
マーケティングコードはZR1000A6F。カラーバリエーションは、キャンディフラットロープラズマブルー、メタリックスパークブラック、メタリックフラットローチタニウムの3色。主要諸元に変更はない。

#### II型
5年目にしてフルモデルチェンジとなったII型は、インターモト2006（開催地はケルン）で発表され、2007年モデルとして発売された。デザインのイメージはI型から引き継がれたものの、車体はフレームを始め全てが新設計となった。エンジンはI型のものをベースとしており、エンジン型式はZRT00AEのまま。“片側2本ずつの4本出しマフラー”というスタイルも継承されるが、サイレンサー部分で上下が結合されているため、外観上はわかりにくくなっている。I型同様に日本仕様の設定はなく、引き続きブライト社による逆輸入販売が行われていた。
2007年モデル
マーケティングコードはZR1000B7F。カラーバリエーションは、パールワイルドファイアオレンジ、メタリックディアブロブラック、メタリックオーシャンブルーの3色。
2008年モデル
マーケティングコードはZR1000B8F。カラーバリエーションは、メタリックディアブロブラック、パールクリスタルホワイト、ライムグリーンの3色。主要諸元に変更はない。
2009年モデル
マーケティングコードはZR1000B9F。カラーバリエーションは、キャンディバーントオレンジ×メタリックディアブロブラック（ツートーン）、エボニー、パールクリスタルホワイト×アトミックシルバー（ツートーン）の3色。主要諸元に変更はない。

### Z1000 D型（2010年-2013年）
フルモデルチェンジが行われ、ライトユニットが大型化、アンダーカウルが装備された。メーターパネルは液晶表示となった。

#### Z1000SX
2010年に日本国外モデルとして発売。欧州向けモデルにはZ1000SXとして発売され、東南アジア・北米向けにはニンジャ1000として発売される。

### Z1000（2014年-2022年）
2013年9月にティーザーサイトが開設され、“凄”のキーワードとともに新型Z1000のシルエットが公開された。同年11月に詳細が公開された。第43回東京モーターショーに出品されたZ1000は、ヘッドライトユニットが低めの位置となり光源にLEDが採用され、ハザードランプスイッチが初採用された。
2017年4月15日より日本国内仕様として Z1000 ABS （同年9月1日よりZ1000に名称変更）が発売された。
当モデルの2014年の発売以降、カラーリングの年次変更はあったものの、外装やスペックの変更は一度もなく、トラクションコントロールなどの電子制御機能なども装備されることもなかった。2023年時点で公式ウェブサイトのラインナップから消えており生産終了したものとみられる。

## 関連車種
- Z750FX
- Z1-R/Z1R-II
- Z1000R
- Z750
- Z800
- Z900
- Z250